# Louis Siaut
Louis Siaut, né le 16 juin 1891 à Pauillac (Gironde) et mort le 16 août 1978 à Paris, est un homme politique français.

## Biographie
Il est élu au Conseil de la République.
Les 8 mai 1947 et 14 janvier 1948, il est nommé secrétaire du Conseil de la République,.